# Lord-lieutenant de Meath
Ceci est une liste de personnes qui ont servi comme Lord Lieutenant de Meath. L'office a été créé le 23 août 1831. Les nominations au poste se sont terminées par la création de l'État libre d'Irlande en 1922.
- Edward Bligh, 5e comte de Darnley 28 octobre 1831 – 11 février 1835
- 14e Baron de Dunsany 11 avril 1835 – 11 décembre 1848
- Arthur Plunkett, 9e comte de Darnley 10 janvier 1849 – 21 avril 1869
- Général Francis Conyngham, 2e marquis Conyngham 31 mai 1869 – 17 juillet 1876
- Thomas Taylour, 3e marquis de Headfort 15 septembre 1876 – 22 juillet 1894
- Simon Mangan 18 juin 1895 – 1906
- Nugent Everard, 1er baronnet 17 août 1906 – 1922